# Mosteiro de Santa Maria de Cárquere
O Mosteiro de Santa Maria de Cárquere é um mosteiro situado em Cárquere, Resende, Viseu, também conhecido por Igreja Paroquial de Cárquere, Igreja de Santa Maria de Cárquere ou Santuário de Nossa Senhora de Cárquere.
Encontra-se classificado como monumento nacional. Integra, desde 2010, o projeto turístico-cultural da Rota do Românico.

## Caracterização
Trata-se de um mosteiro de Cónegos Regrantes de Santo Agostinho, datado do século XII, constituído por uma igreja, de base românica, modificada no gótico, constituída por uma nave, capela-mor, sacristia, panteão e torre sineira, e por uma zona conventual construída em volta de um claustro. Nesta se pode encontrar a mais antiga iconografia da Gaita de Foles conhecida na Península, esculpida num capitel.

## História
Santa Maria de Cárquere vem referido na Crónica de 1419 como local da cura milagrosa de D. Afonso Henriques.
Egas Moniz da casa de Ribadouro teria pedido ao conde D. Henrique, que o deixasse ser o aio da descendência que esperava de Dª Teresa, independentemente de vir a ser um filho varão ou uma filha.
Nasceu então D. Afonso Henriques mas, segundo a lenda, o infante recém-nascido apresentava uma má formação nas pernas que fazia temer o pior:
"Quando veio o tempo que a Rainha houve seu filho grande e fermoso mais que não podia  mais ser moço da sua idade, senão tam soomente que tinha as pernas encolheitas, em guisa que todos dezião, assi mestres como os outros, que nunqua mais podia ser são delas".
Recebendo Egas Moniz a incumbência que tinha rogado ao conde ao ser nomedao aio encarregado da educação do infante, ficou muito sensibilizado pela maleita do recém nascido:
"E, quando Egas Monis vio tam bella criatura e o vio assim tolheito, ouve dela mui grande doo, pero, confiando em Deus que lhe poderia dar saude, tomou o moço e feze-o criar tam bem e tam honradamente como se fizera se fora são".
Então, quando a criança tinha cinco anos, o "milagre" aconteceu e Santa maria "apareceu ao aio dizendo-lhe que buscasse um lugar onde existia uma igreja inacabada que lhe era dedicada e aí fizesse vigília e no altar colocasse a criança que seria curada.
Egas Moniz assim procedeu e a criança foi curada. Diz-se então que, por força deste milagre, foi construído nesta igreja o mosteiro por D. Henrique:
"E por este milagre que asi acontece o foi depois feito em esta igreja o mosteiro de Cárcere".

## Espólio arquitectónico e artístico
No reinado de D. Manuel recebeu importantes obras de renovação arquitetónica.
Num plano recuado, contíguo à cabeceira do templo está a ducentista torre sineira quadrangular, terminada por ameias, o que lhe confere uma estrutura arquitetónica militar.
A cabeceira foi remodelada nos finais do século XIII, começos do século XIV, enquanto o corpo do templo seria objeto de renovação no reinado de D. Manuel I.
Para além das sólidas e austeras dependências conventuais contíguas à igreja, Nossa Senhora de Cárquere deixa ver na fachada de granito um portal manuelino moldurado e desenhando um arco de querena que repousa em colunelos capitelizados. Acima deste portal abre-se um óculo, sendo a empena rematada por uma estrutura triangular.
O interior conserva pareda ambiência românica, ao mesmo tempo que mostra os acrescentos do período gótico e do reinado manuelino, nomeadamente nas abóbadas nervuradas, nos diversos arcos e colunas capitelizadas, sobressaindo ainda a rutilante e grandiosa decoração de talha dourada barroca.
Contígua à sacristia da igreja está a capela funerária dos senhores de Resende, guardando no seu espaço diversos túmulos desta importante família local.
Edificada nos séculos XIII-XIV a capela-mor é coberta por uma abóbada de ogivas de cruzaria, contrastando com a exuberância dourada da talha barroca da sua composição retabular.
Duas imagens de maior qualidade ressaltam do espólio deste templo. A primeira é uma escultura miniatural da padroeira em marfim, a segunda peça é uma escultura gótica do século XIV, em pedra calcária e alusiva a Nossa Senhora a Branca.